# Three for Jamie Dawn
Pour plus de détails, voir Fiche technique et Distribution.
Three for Jamie Dawn est un film américain réalisé par Thomas Carr et sorti en 1956.

## Synopsis
La riche héritière Jamie Dawn a tiré sur son amant. Lors de son procès, son avocat tente d'influencer trois des jurés.

## Fiche technique
- Réalisation : Thomas Carr
- Scénario : John Klempner
- Producteur : Hayes Goetz
- Société de production : Allied Artists Pictures
- Musique : Walter Scharf
- Montage : Richard Cahoon
- Durée : 81 minutes
- Date de sortie : 8 juillet 1956

## Distribution
- Laraine Day : Sue Lorenz
- Ricardo Montalban : George Lorenz
- Richard Carlson : Martin Random
- June Havoc : Lorrie Delacourt
- Maria Palmer : Julia Karek
- Eduard Franz : Anton Karek
- Regis Toomey : 'Murph'
- Scotty Beckett : Gordon Peters
- Herb Vigran : Mr. Robbins
- Dorothy Adams : Helen March
- Marilyn Simms : Jamie Dawn